# إيسوزو فاستر
إيسوزو فاستر سيارة يابانية الصُنع من شاحنة بيك أب صممتها وصنعتها شركة إيسوزو ما بين 1972- 2002.

## حواش
- Bebbington، Terry (2009). 60 Years of Holden. Padstow, New South Wales: Haynes Manuals. {{استشهاد بكتاب}}: الوسيط غير المعروف |الرقم المعياري= تم تجاهله يقترح استخدام |ردمك= (مساعدة)
- Lamm، Michael (1981). "Driving the Isuzu I-Mark and P'up". بوبيلار ميكانكس. نيويورك: شركة هيرست. مؤرشف من الأصل في 2023-04-19. {{استشهاد بدورية محكمة}}: الوسيط غير المعروف |شهر= تم تجاهله يقترح استخدام |تاريخ= (مساعدة)
- Ruiz، Marco (1986). 'The Complete History of the Japanese Car: 1907 to the Present. Rome: ERVIN srl. {{استشهاد بكتاب}}: الوسيط غير المعروف |الرقم المعياري= تم تجاهله يقترح استخدام |ردمك= (مساعدة)

## وصلات خارجية
- LUVTruck.com — Chevrolet LUV information and history